# Nová Bošáca
Nová Bošáca (allemand : Neuböschitz, hongrois : Újbosác) est un village de Slovaquie situé dans la région de Trenčín.

## Histoire
La première mention écrite du village date de 1950.

## Démographie

### Évolution de la population
| Année:               | 1994. | 2004.   | 2014.   | 2024.   |
| -------------------- | ----- | ------- | ------- | ------- |
| Nombre de personnes: | 1261  | 1192    | 1106    | 1001    |
| Différence:          |       | -5,47 % | -7,21 % | -9,49 % |

| Année:               | 2023. | 2024.   |
| -------------------- | ----- | ------- |
| Nombre de personnes: | 1015  | 1001    |
| Différence:          |       | -1,37 % |